# رطن فضي
رطن فضي (الاسم العلمي:Krameria argentea) هو نوع من النباتات يتبع جنس الرطن من الفصيلة الرطنية.